# جیمز هیل (تهیه‌کننده)
جیمز هیل (انگلیسی: James Hill؛ ۱ اوت ۱۹۱۶ – ۱۱ ژانویه ۲۰۰۱) یک تهیه‌کننده دهه ۱۹۵۰ و دهه ۱۹۶۰، میلادی، و فیلم‌نامه‌نویس اهل ایالات متحده آمریکا بود.
او اغلب با برت لنکستر همکاری می‌کرد. وی در ایندیاناپولیسی ایندیانا به دنیا آمد. جیمز هیل پنجمین (و آخرین) شوهر ریتا هیورث در مدت ۱۹۵۸–۱۹۶۱ میلادی بود. او به بیماری آلزایمر پیشرفته، دچار بود و در سنتا مونیکا، کالیفرنیا درگذشت.

## مرگ
هیل در سال ۲۰۰۱ در سانتا مونیکا، کالیفرنیا درگذشت.